# Ljungskinn
Ljungskinn (Acanthobasidium norvegicum) är en svampart som först beskrevs av J. Erikss. & Ryvarden, och fick sitt nu gällande namn av Boidin, Lanq., Cand., Gilles & Hugueney 1986. Acanthobasidium norvegicum ingår i släktet Acanthobasidium och familjen Stereaceae.  Arten är reproducerande i Sverige. Inga underarter finns listade i Catalogue of Life.
I den svenska databasen Dyntaxa används istället namnet Aleurodiscus norvegicus för samma taxon.  Arten är reproducerande i Sverige.